# Velsen
Velsen es un municipio neerlandés situado en la provincia de Holanda Septentrional.
En 2016 tiene 67 476 habitantes.
Comprende las localidades o barrios de Driehuis, IJmuiden (la capital municipal), Santpoort-Noord, Santpoort-Zuid, Velsen-Noord, Velsen-Zuid, Spaarndammerpolder y Velserbroek.
Se ubica en la desembocadura de la canal del mar del Norte.

## Galería

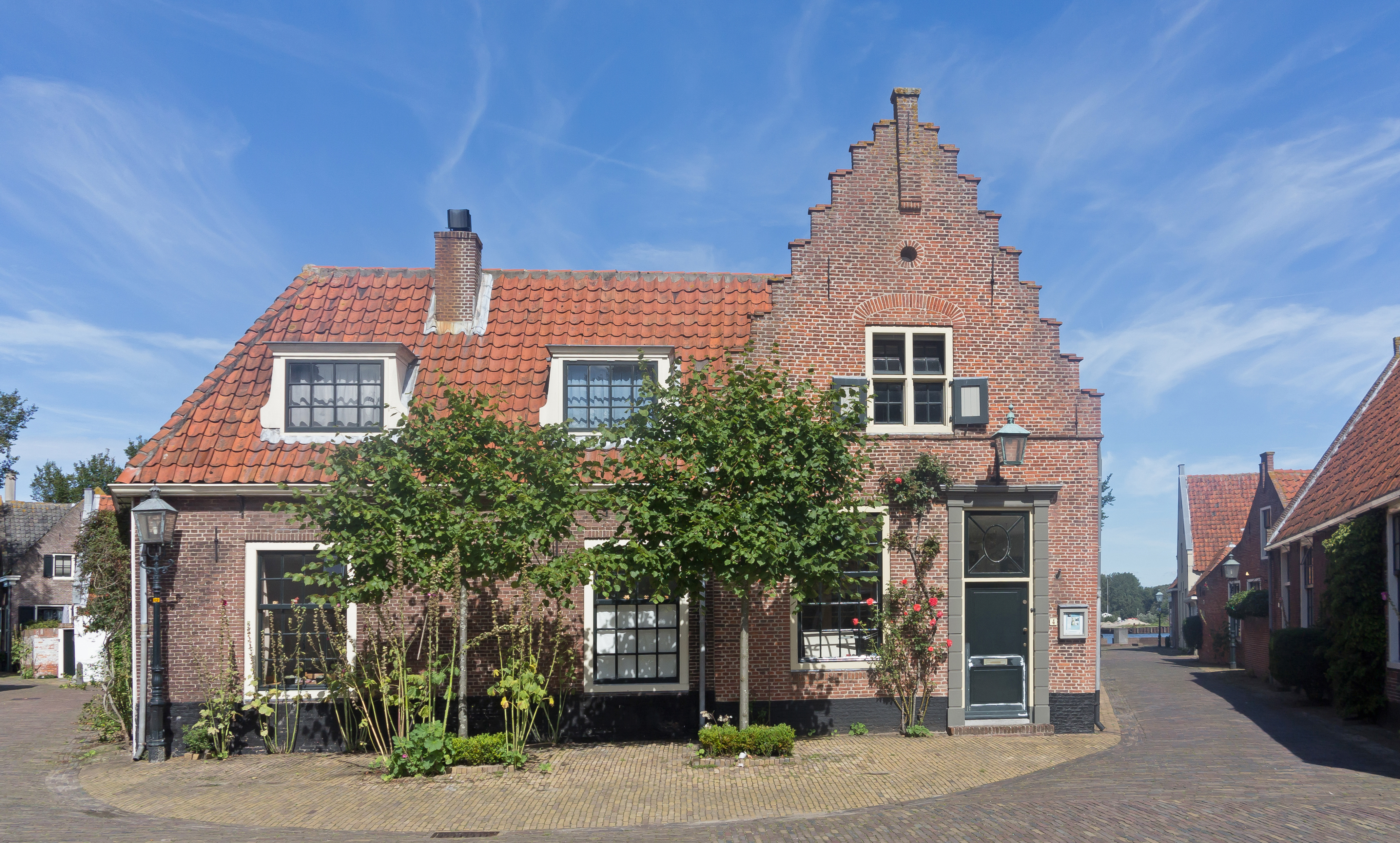
Velsen, la maison monumentale au rue Torenstraat
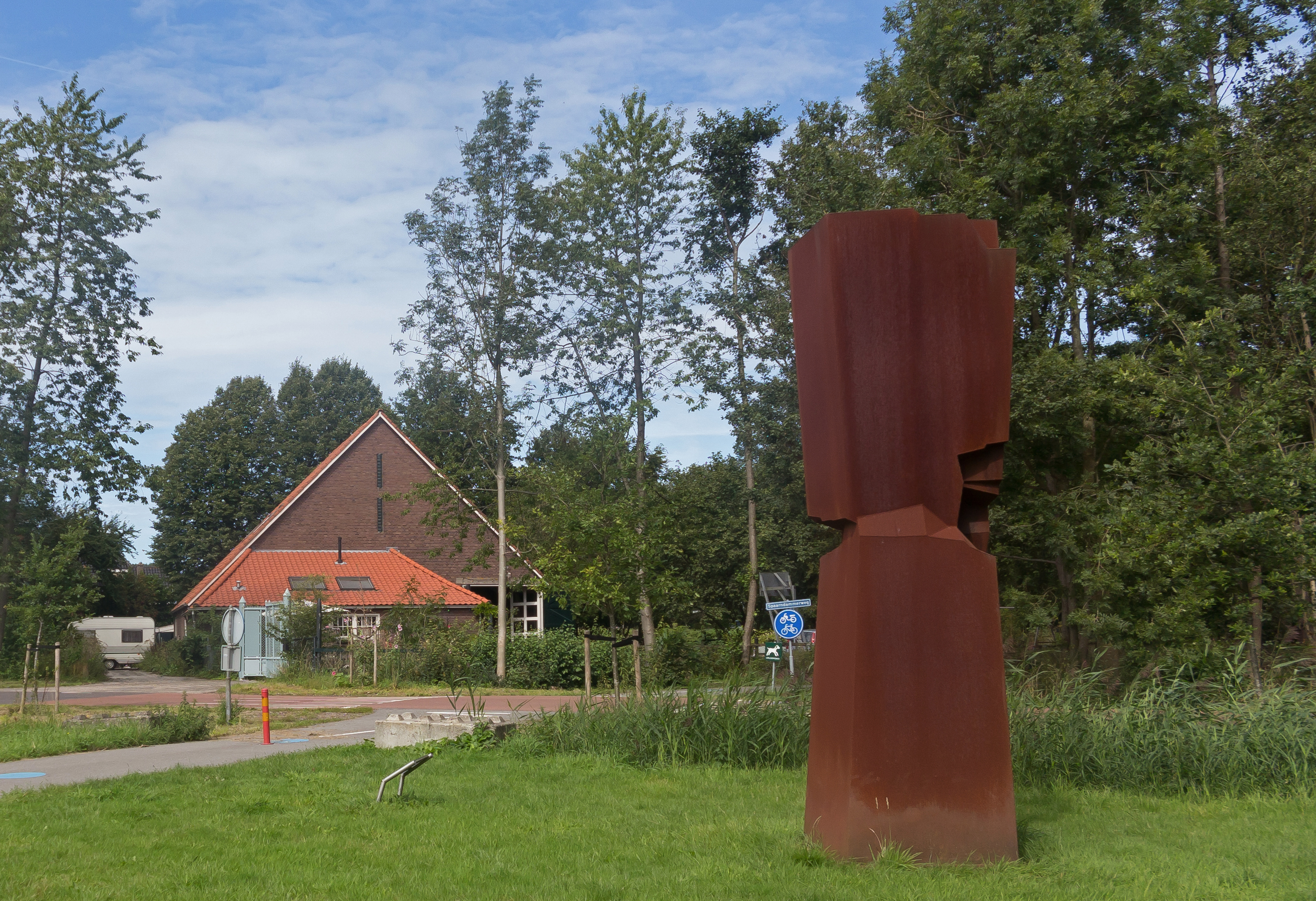
Recreatiegebied Spaarnwoude, la sculpture Zonder titel
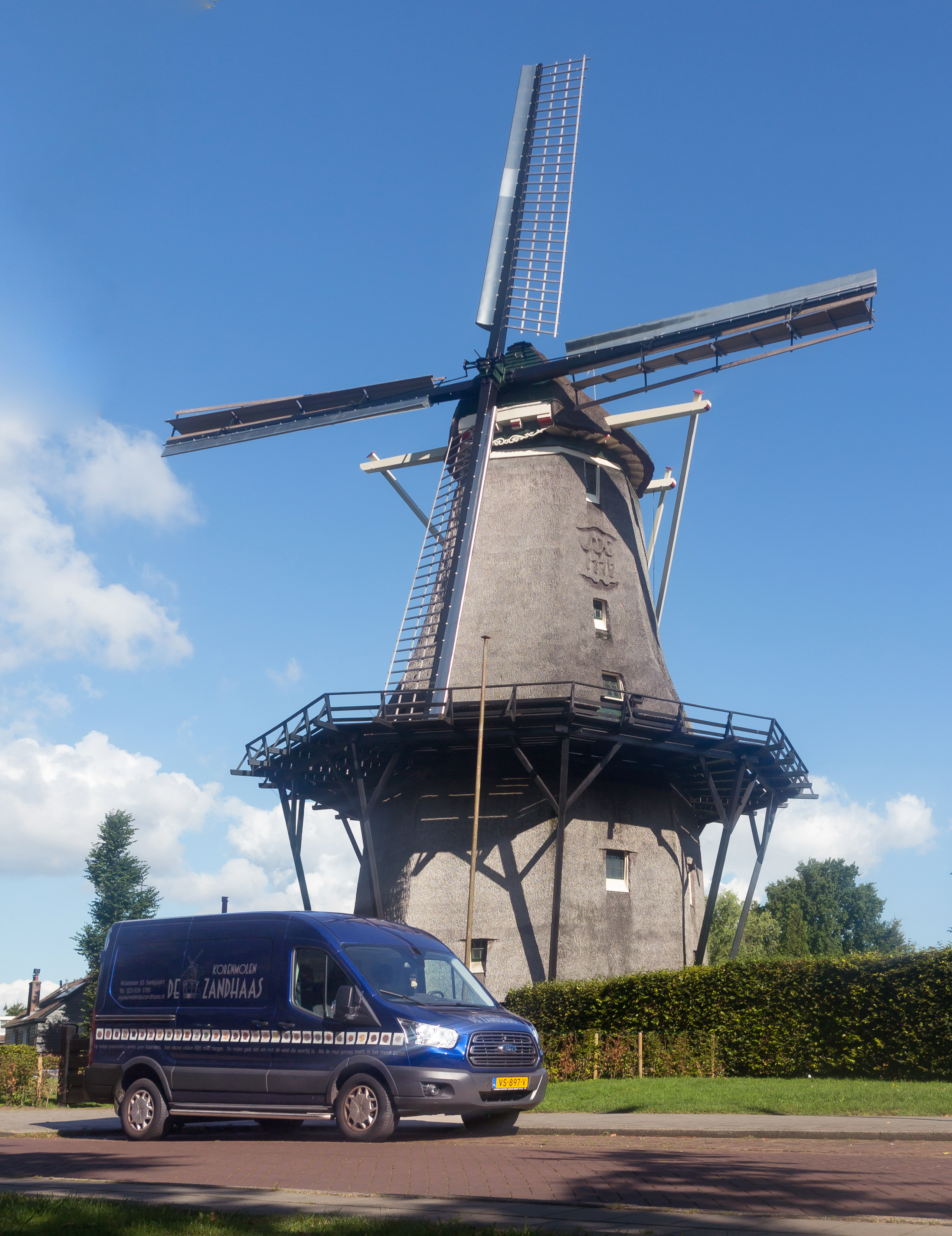
Santpoort-Noord, le moulin: windmolen de Zandhaas
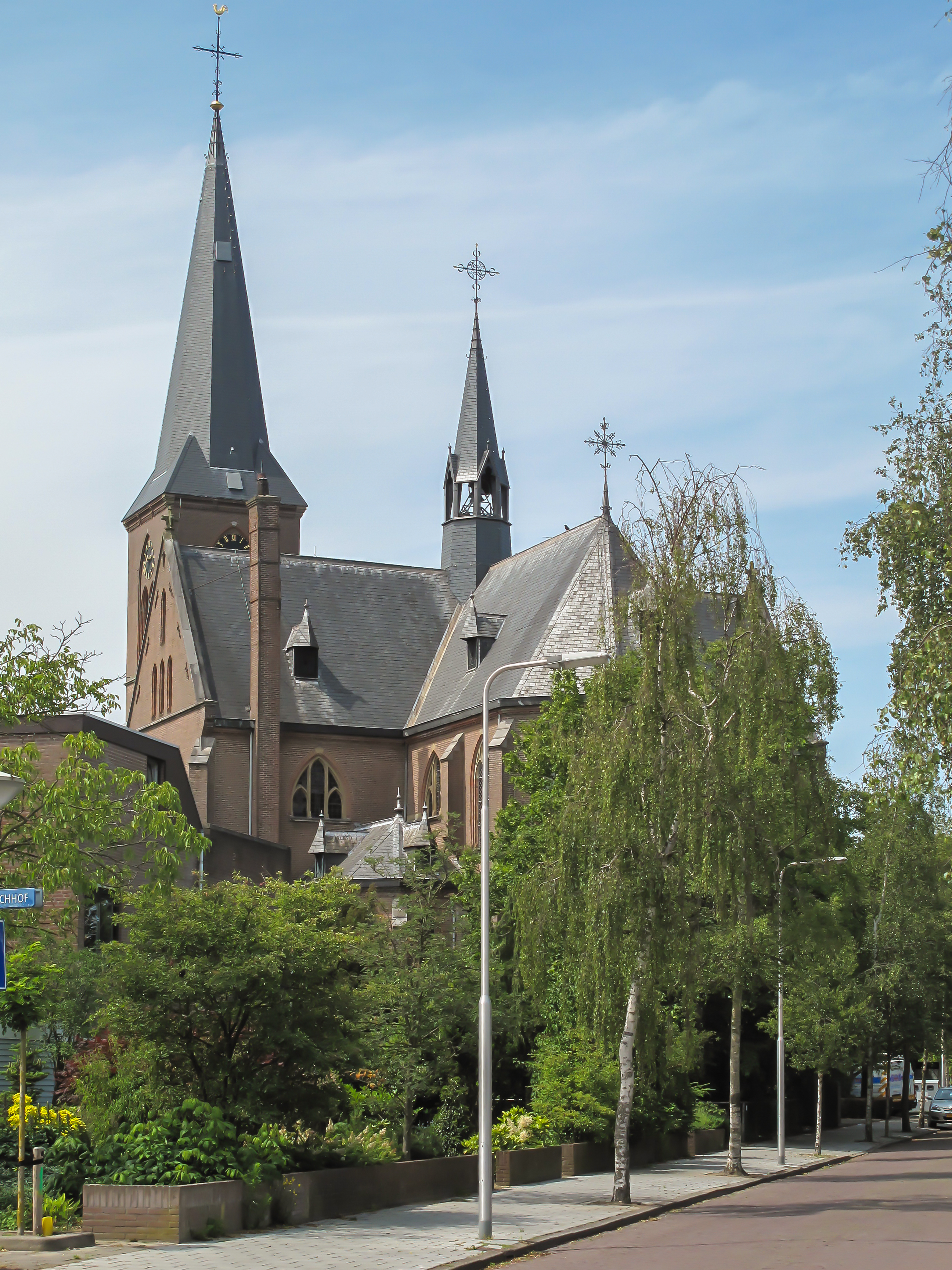
Driehuis, la iglesia: la Sint Engelmundskerk